# Mesechinus hughi
El erizo de Hugh (Mesechinus hughi) es una especie de mamífero erinaceomorfo de la familia Erinaceidae. Es una especie de erizo originaria de China central y Manchuria. Prefiere las zonas abiertas, pero se le puede encontrar en zonas de arbustos y bosques.
Es endémico de China. Se sabe que en los días lluviosos busca alimento hasta de día.